# Гинда (Бистрица-Насауд)
Гинда (рум. Ghinda) насеље је у Румунији у округу Бистрица-Насауд у општини Бистрица. Oпштина се налази на надморској висини од 447 m.

## Становништво
Према подацима из 2002. године у насељу је живело 724 становника.

### Попис2002.
| Расподела становништва по националности 2002.‍ | Расподела становништва по националности 2002.‍ | Расподела становништва по националности 2002.‍ | Расподела становништва по националности 2002.‍ | Расподела становништва по националности 2002.‍ |
| --------------------------------------------- | --------------------------------------------- | --------------------------------------------- | --------------------------------------------- | --------------------------------------------- |
|                                               |                                               |                                               |                                               |                                               |
| Румуни                                        | Румуни                                        |                                               | 696                                           | 96,9%                                         |
| Роми                                          | Роми                                          |                                               | 16                                            | 2,2%                                          |
| Немци                                         | Немци                                         |                                               | 6                                             | 0,8%                                          |